# 行運超人 (電影)
《行運超人》，是一部於2002年拍攝、2003年賀歲檔期上映的愛情喜劇電影，由谷德昭監製和執導，與葉念琛聯合編劇，由梁朝偉、楊千嬅、鄭中基、杜麗莎領銜主演。是嘉禾電影於香港最後一套拍攝的作品。

## 演員列表
| 演員              | 角色                          |
| 梁朝偉            | 賴料布(現代) / 賴麻布(古代)   |
| 楊千嬅            | 葉孤紅(現代) / 葉孤城(古代)   |
| 鄭中基            | 斷蟹(現代) / 斷水流(古代)     |
| 蘇永康            | 網吧客人(現代) / 皇帝(古代)   |
| 杜麗莎            | 葉太                          |
| 杜汶澤            | Honey/ 被皇帝射中的老虎(古代) |
| 谷德昭            | 時裝店老闆                    |
| 王合喜            | Gayki                         |
| 安雅 配音：湯盈盈 | Polyester                     |
| 張智堯            | 朗拿度                        |
| 森美              | 阿炳                          |
| 阮小儀            | 阿花                          |
| 方中信            | 紅父                          |
| 方力申            | 警員(客串)                    |
| 李霖恩            | 警員(客串)                    |
| 鄧健泓            | 網吧客人(現代) / 元帥(古代)   |
| 雷頌德            | 官人（古代）                  |
| 何超儀            | 馬劉美美                      |
| 蘇民峰            | 蘇民峰                        |
| 田啟文            | 田田                          |
| 李彩樺            | 警員(客串)                    |
| 余文樂            | 警員(客串)                    |
| 張達明            | 高級督察(客串)                |
| 鄭祖              | 網吧員工                      |
| 陳文靜            |                               |
| 葉念琛            |                               |

## 故事大綱
百年前，皇帝（蘇永康飾）召見新科狀元葉孤城（楊千嬅飾），並派遣賴麻布（梁朝偉飾）、斷水流（鄭中基飾）以侍衛的身分隨葉孤城回家鄉，事實上，賴麻布與斷水流師兄弟皆是風水師，他們隨新科狀元回故鄉的另一個用意則是探查對方的祖墳風水，如感到祖墳風水威脅到皇帝則要予以破壞。斷水流認為葉孤城的祖墳風水將會位極人臣，威脅皇權，並不顧賴麻布反對予以破壞，此地百年後以此事命名。賴麻布感到此舉將與葉姓一族結怨，因此留下「與葉結緣，必有所失」傳於後代...
百年後，居住於黃泥涌道的現代孤女葉孤紅（楊千嬅飾）時常夢到她人生最倒霉的一天會有年輕武士帶著孫悟空、豬八戒，踏著七彩雲彩救她。現實中卻是命運坎坷，上街往往遇到搶劫。人長得標緻卻無人問津，在職場上常常面對老闆（谷德昭飾）的性騷擾。她雖將大部份時間寄託於各種風水玄學、紫微斗數、星座、塔羅牌、吉卜賽占卜等，卻無助於自己的霉運；幸好孤紅個性開朗，面對一切噩運也一笑置之。
葉孤紅假稱姓梁拜訪香港著名風水術數家－－賴料布（梁朝偉飾），是她生命中重要的男人，這段姻緣更可化解孤紅一直以來的厄運；不過賴家祖宗有遺訓「與葉結緣，必有所失」，賴料布與葉孤紅投緣，曾幫她化解職場上面臨被開除的命運，但因葉孤紅不願禍及同事，自行撤去風水陣。賴料布感動之餘決定幫她追查原因，卻仍被賴料布發現姓氏問題，一度令賴料布多番避開她。最終葉孤紅在一番告白下，終於使賴料布面對自己的感情。
後來賴料布發現，葉孤紅背後原來有玄學高手斷蟹（鄭中基飾）從中作梗，左右她的運勢。原來斷蟹深受葉孤紅父親的二奶（杜麗莎飾）栽培，所以要「食君之祿，擔君之憂」改變葉孤紅運勢，使她自甘墮落、誤入歧途。在斷蟹男扮女裝到葉孤紅家中破壞未遂後，賴料布和葉孤紅聯手、與斷蟹一較高下。
賴料布和葉孤紅在青馬大橋、大嶼山大佛等地方，破解賴家祖訓「青馬天地連一線，萬丈大佛面向西，風和日麗旱天雷，愛你變成害死你」，也使斷蟹等人惡有惡報。

## 電影音樂
| 曲別   | 歌名                 | 作曲           | 作詞   | 編曲           | 演唱           |
| ------ | -------------------- | -------------- | ------ | -------------- | -------------- |
| 主題曲 | 《有愛錯無放過》(粵) | Eric Kwok      | 陳少琪 | Eric Kwok      | 梁朝偉, 楊千嬅 |
| 主題曲 | 《我很需要你》(國)   | Eric Kwok      | 陳少琪 | Eric Kwok      | 梁朝偉, 楊千嬅 |
| 插曲   | 《有種》(粵)         | 陳輝陽＠好好笑 | 林夕   | 陳輝陽＠好好笑 | 鄭中基         |
| 插曲   | 《超人》(國)         | 陳輝陽＠好好笑 | 林夕   | 陳輝陽＠好好笑 | 鄭中基         |

## 軼事
- 此電影是楊千嬅首部票房超過2000萬票房的電影。
- 該片當時最大的賣點除了梁朝偉和楊千嬅這個新鮮搭配之外，還是楊千嬅與鄭中基分手後合作的第一套電影。[1]
- 此片為嘉禾停止製片業務前最後一部電影。
- 此片令曾因飛機上醉酒鬧事、形象惡劣的配角鄭中基的喜劇細胞被發掘出來後，他成功轉型為喜劇演員，成為往後多年真正的「行運超人」。

## 獎項
| 頒獎典禮             | 獎項       | 名單   | 結果 |
| -------------------- | ---------- | ------ | ---- |
| 第23屆香港電影金像獎 | 最佳男配角 | 鄭中基 | 提名 |

## 播放時間
| 香港 無綫電視J2台 星期三22:00-00:05節目 | 香港 無綫電視J2台 星期三22:00-00:05節目 | 香港 無綫電視J2台 星期三22:00-00:05節目 |
| --------------------------------------- | --------------------------------------- | --------------------------------------- |
|                                         | 行運超人 （2022年2月3日）               |                                         |
| 一日打工仔 （2022年2月3日）             | Mtube:鬼滅之刃 遊郭篇 （2022年2月3日）  |                                         |

## 外部連結
- 行運超人官方網站 （页面存档备份，存于）
- 開眼電影網上《行運超人》的資料（繁體中文）
- 香港影庫上《行運超人》的資料（繁體中文）
- 豆瓣电影上《行運超人》的資料 （简体中文）
- 时光网上《行運超人》的資料（简体中文）
- AllMovie上《行運超人》的资料（英文）
- 爛番茄上《行運超人》的資料（英文）
- 互联网电影数据库（IMDb）上《行運超人》的资料（英文）